# Château Saint-Jean de Nogent-le-Rotrou
Le château Saint-Jean ou château des comtes du Perche est un ancien château fort situé sur la commune de Nogent-le-Rotrou dans la région naturelle du Perche et le département français d'Eure-et-Loir, en région Centre-Val de Loire.
Il constitue un ensemble médiéval de motte castrale remarquablement conservé et bénéficie à ce titre d'une inscription sur la liste des monuments historiques depuis 1948 et est classé depuis 1952.

## Localisation
Le château est situé au sommet du plateau dominant la large vallée de l'Huisne en surplomb des routes de Chartres au Mans et de Châteaudun à Bellême, sur la commune de Nogent-le-Rotrou, dans le département français d'Eure-et-Loir.
Sa position stratégique majeure au carrefour de cinq vallées et de trois régions : l'Île-de-France, la Normandie et le Maine permet de verrouiller la frontière des « Marches du Perche » entre le royaume de France à l'est et le duché de Normandie rattaché au royaume d'Angleterre. Il se dresse sur la voie naturelle de passage de l'Île-de-France vers le cœur du Maine et la Bretagne, en une zone de marécages qui obligeait à bien choisir son chemin.

## Historique

### An Mil: la motte castrale de Nogent le Châtel
Si les traces de fortification les plus anciennes sur le site remontent à l'Antiquité et à la période mérovingienne, c'est peu avant l'avant Mil que commence véritablement l'histoire du château de Nogent-le-Rotrou.
En 931, soit vingt ans après la signature du traité de Saint-Clair-sur-Epte les Normands mettent à sac Alençon et incendient Chartres. La région du Perche devient une Marche (ou encore marge), c'est-à-dire une région frontalière entre les royaumes francs et le duché de Normandie qu'il convient de fortifier et protéger des raids vikings.
C'est à cet effet que Thibault le Tricheur, comte de Chartres et puissant vassal du roi de France crée un fief regroupant Nogent, La Ferrière, Montigny, Morvilliers, Rivray et Montlandon et le confie à Rotroldus en 960.
Fait seigneur de Nogent, Rotoldus (devenu Rotrou) lance en 980 des travaux de fortifications de Nogent qui devient Nogent le Châtel. Le qualificatif de Châtel provient de la motte castrale couronnée d'un donjon en bois qu'a fait construire le nouveau seigneur au sommet de l'éperon dominant le village.
Rotrou Ier meurt en 996 et le donjon de bois progressivement renforcé perdure jusqu'au XIe siècle même si les sources et archives sont rares à ce sujet.

### AuXIesiècle: le premier donjon de pierre est élevé
Les archives seigneuriales ayant partiellement disparu au fil du temps et lors de la Révolution française, il est compliqué d'en retracer la chronologie exacte. Cependant, il est avéré dans la charte de fondation de l'abbaye Saint-Denis de Nogent-le-Rotrou rédigée en 1031 de l'existence d'un château fort, en effet, la charte mentionne que l'abbaye se situe « entre la rivière de l'Huisne et le château fort de Nogent ».
En 1079 on sait que les seigneurs de Nogent portent déjà le titre de comte du Perche et que le siège de leur seigneurie est situé à Nogent-le-Rotrou, désormais baptisé du nom de ses maîtres.
Le donjon actuel en pierre est édifié dans les années 1040 par Rotrou II ce qui en fait l'un des plus anciens donjons de ce type encore debout en France.
À l’extrémité d'un éperon rocheux de 60 mètres de hauteur, il offre un panorama sur cinq vallées et des axes routiers majeurs. Sa défense est facilitée par la falaise à l'ouest tandis qu'un fossé sec de 8 mètres de profondeur franchissable par un pont-levis ceint le reste du château en demi-lune.
Le donjon de forme rectangulaire est aujourd'hui conservé sur 35 mètres de hauteur et occupe une surface de 17 × 24 mètres de côté. Ses murs possèdent une épaisseur de 3,5 mètres à la base pour s'affiner à 1,5 mètre au sommet).
De par sa vocation militaire les ouvertures sont rares et seules les trois baies en plein cintre du dernier étage sont d'origine.

### AuXIIesiècle: le dispositif se renforce
De 1096 à 1191, les comtes du Perche guerroient régulièrement en Andalousie et en Terre sainte lors des Croisades. Les évolutions du château sont assez minimes, bien qu'un peu de confort soit introduit avec la création de baies géminées à lancettes en arc légèrement brisé surmontées de tympans percés d'un oculus losangé. Des cheminées sont également introduites.
En 1111, Rotrou III combat sous la bannière d'Henri Beauclerc, roi d'Angleterre contre le roi de France, pour qui combattent ses voisins rivaux, le comte d'Anjou et le sire de Bellême. Capturé, Rotrou restera prisonnier de Bellême pendant quelque temps mais un retournement militaire va le libérer et Henri Ier lui octroie les terres voisines de Bellême vaincu. À la mort de Rotrou III en 1144 le comté est puissant, souverain et indépendant.
Une chapelle consacrée à saint Étienne est élevée dans l'enceinte en 1122.
L'influence de l'architecture militaire de l'Orient et la création de l’ingénierie militaire par Philippe-Auguste permettent d'intégrer un certain nombre d'innovations à partir de la fin du XIIe siècle : le donjon est renforcé sur ses quatre angles, des contreforts sur ses façades sont montés à l'est, au sud et à l'ouest, les tours circulaires et l'enceinte sont édifiées.
En mémoire de la mort du seigneur Rotrou IV sous les murs de Saint-Jean-d'Acre en 1191, le château prend le nom de Château Saint-Jean.
En 1204, Philippe Auguste conquiert la Normandie de Jean sans Terre et le comté perd son rôle de Marche (frontière), de plus en plus riche, il est rattaché à la Couronne de France en 1226.

### Pendant la guerre de Cent-ans
Après un siècle de paix, la guerre de Cent Ans replace le Perche au centre de la rivalité franco-anglaise et Nogent reprend un rôle militaire défensif.
Il subit des assauts à plusieurs reprises et en 1359, les Anglais conquièrent le château, ils y restent jusqu'au traité de Brétigny de 1360 qui prévoit la restitution des places de Nogent-le-Rotrou et de Beaumont-le-Roger.
En 1424, à la suite de la bataille de Verneuil, le Perche revient en terres anglaises, jusqu'en 1427, année lors de laquelle le capitaine gascon au service du roi de France, Géraud de la Pallière, le reprend. Il tient la place jusqu'en 1428.
En 1428, le château subit la plus lourde attaque de son histoire : le comte de Salisbury attaque avec de l'artillerie et détruit l'angle nord-est du donjon. Le sommet s'écroule par pans entiers emportant l'étage inférieur et un incendie détruit le reste de l'intérieur. La chapelle Saint-Étienne disparait également à cette occasion.
Lourdement touché, Nogent revient définitivement avec le Perche au royaume de France en 1447.

### Renaissance de la Pléiade à la Saint-Barthélemy
Par le jeu des héritages, mariages et dots, le Perche est revenu au duché de Nemours (voir Histoire de Nogent-le-Rotrou) et c'est ainsi qu'en 1503 les « Demoiselles de Nogent », Charlotte et Marguerite d'Armagnac, président désormais aux destinées du château.
Le logis est reconstruit au dessus de la porte voutée, les tours du châtelet d'entrée sont surélevées, des ouvertures sont percées dans la muraille et des mâchicoulis décoratifs sont ajoutés.
Dans les années 1550, la famille de Bourbon-Condé récupère la seigneurie de Nogent et y séjourne fréquemment organisant la vie locale : c'est au château que sont rédigées et ratifiées en 1558 les Coutumes du Grand Perche (ensemble de lois et règles locales).
La vie de cour y est fastueuse, ainsi en 1566, les poètes de la Pléiade y déclament Les Jugements de Pâaris en célébration de la naissance du comte de Soissons.
En 1568, les guerres de Religion ravagent le Perche comme le reste du Royaume.

### De Sully à la Révolution
Le duc de Sully acquiert la seigneurie dans les années 1610 et fait construire en 1624 le petit pavillon de style Louis XIII et plante une allée d'ormes sur le pourtour extérieur des remparts. Ils seront abattus deux siècles plus tard car ils masquaient les ruines, populaires dans cette période romantique, et surtout menaçaient les murs d'effondrement.
À sa mort en 1641, Sully est enterré à Nogent, dans la chapelle de l'hôtel-Dieu en contrebas du château. Sa descendante Madeleine Henriette Maximilienne de Béthune-Sully, comtesse de l'Aubespine, vend la baronnie le 20 janvier 1779 pour une somme de 591 000 livres au comte d'Orsay.
Il ne s'en occupa guère et à la Révolution, le château confisqué est transformé en bien national et devient une prison.

### XIXesiècle

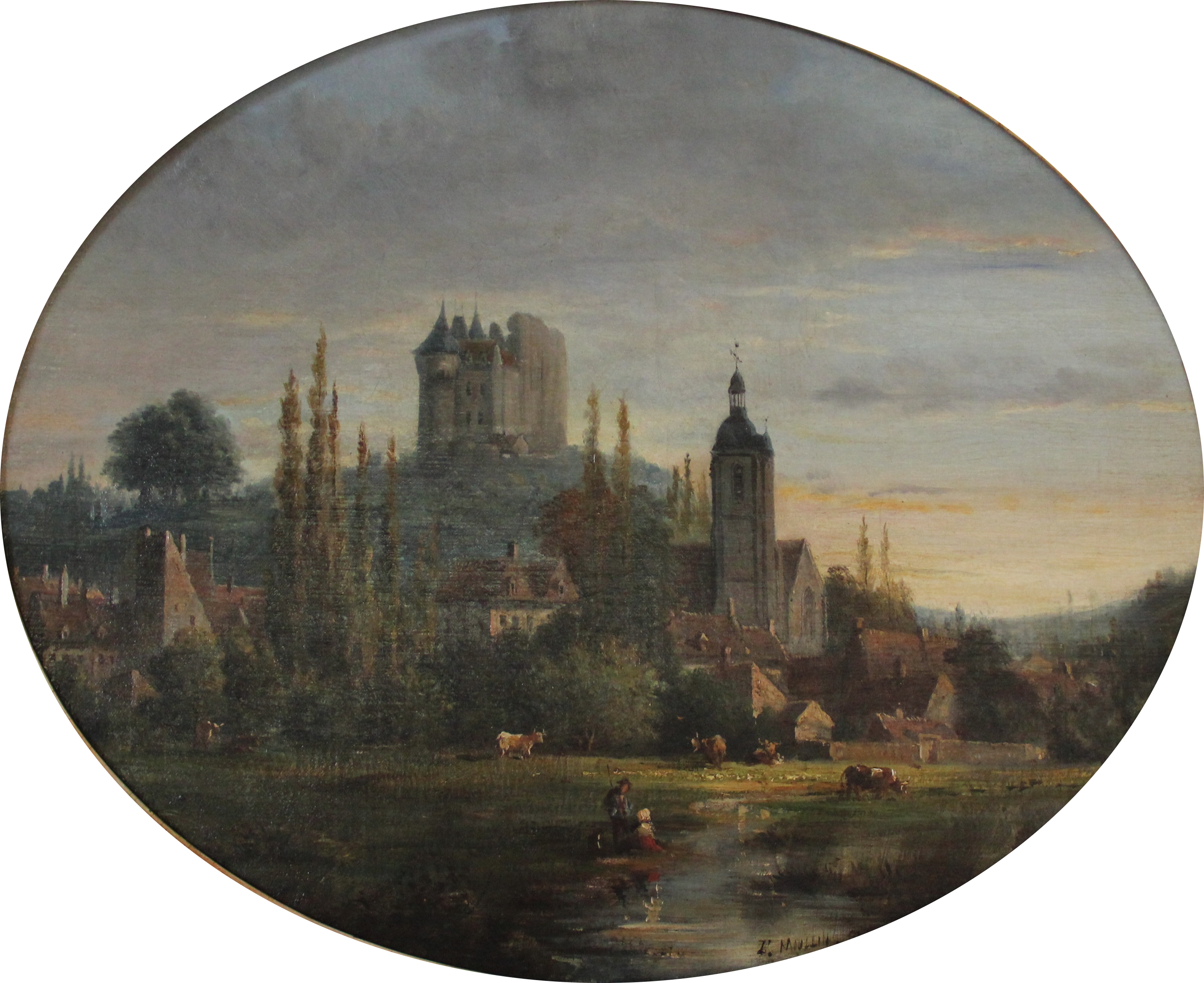
Église Saint-Laurent et château Saint-Jean, vue des prairies de la cascade à Nogent-le-Rotrou par Louis Moullin (1817-1876), huile sur toile, 36 × 44 cm, musée de Nogent-le-Rotrou.

Le 9 juin 1836, Victor Hugo visite Nogent-le-Rotrou, il écrit :

« Nous avons vu et visité à Nogent-le-Rotrou ce château qu'on voulait me vendre, il y a six à sept ans. Nanteuil en fait pour toi un croquis de souvenir pendant que je t'écris. L'extérieur est encore très beau et domine superbement un immense horizon de plaines ondulantes. L'intérieur n'est que délabrement. »

En 1843, l'ornithologue Marc Athanase Parfait Œillet Des Murs acquiert la demeure et entreprend de la restaurer. La brèche des anglais est dissimulée par un décor de fenêtres et mâchicoulis. Les fenêtres du logis et des tours sont agrandies et les planchers et plafonds rétablis dans leurs configuration d'origine.
Ruiné par les travaux et épuisé, il vend le château au docteur Jousset de Bellesme en 1885. Historien du Perche et archéologue, il poursuit les travaux et rétabli un crénelage au sommet du donjon en 1905. Ces travaux sont jusqu'à aujourd'hui contestés et considérés par certains comme fantaisistes et non conformes à un état passé du château.

### Depuis 1950
La Seconde Guerre mondiale a fortement endommagé le château qui de surcroit a pâti du manque de chauffage, de matériaux et d'entretien. La ville de Nogent-le-Rotrou l'acquiert en 1950 et y installe après restauration un musée de l'Histoire du Perche.
Les 15 et 16 juin 1940, des bombardements allemands abiment le château et le 10 aout 1944 les Forces françaises de l'intérieur du maquis de Plainville investissent le château avec l’accord du commandement allié non sans quelques échanges de tirs avec les troupes allemandes.
Par arrêté du 23 décembre 1948, le donjon, les tours, le châtelet, les murs d'enceinte, les cours intérieures, le bâtiment Louis XIII, les puits, les fossés sont inscrits à l'inventaire des monuments historiques.
Les façades et toitures sont elles classées par arrêté du 13 janvier 1950, le parc boisé est ajouté à l'ensemble par arrêté du 3 mars 1952.
 Inscrit MH (1948, 1950)  Classé MH (1952)

## Description
Le château est bâti au sommet d'un éperon rocheux de 60 mètres de hauteur à l'ouest, protégé par un large et profond fossé sec en demi-cercle à l'est de 8 mètres de profondeur. Il se compose d'un gros donjon rectangulaire dressé dès 1005 sur la hauteur qui commande une enceinte ovoïde du XIIIe siècle, de 90 m de plus grand diamètre. De son sommet, on pouvait surveiller le plateau, la place étant protégée de tout assaut de ce côté par un large fossé en arc de cercle de 20 m de large situé devant le donjon et l'enceinte flanquée de tours cylindriques. Du côté de la forte fente, une simple courtine suffit à en assurer la défense. L'intérieur est coupé en deux espaces ; le plus pentu formant basse-cour.
Quant à la ville, elle s'est développée sur la grande voie de circulation au pied du château.

### Les tours
Le mur d'enceinte et le château sont constitués de tours à usages divers.

#### Donjon
Cette tour de 35 mètres de hauteur mesure 17 × 24 mètres de côté et ses murs possèdent une épaisseur de 3,5 mètres à la base pour s'affiner à 1,5 mètre au sommet. Ce donjon d'habitation du XIe siècle est remanié au XIIe siècle, notamment par le percement de nouvelles baies et fenêtres et des étages établis à l'intérieur. L'ensemble de l'intérieur disparaitra dans un incendie de siège à la fin de la guerre de Cent Ans. Une tour semi-circulaire est construite à sa base au XIIIe siècle afin de le protéger de la mine.

#### Tour de La Chaise
Construite à la fin du XIIe siècle cette tour intervient en avant-poste du donjon et permet par sa forme circulaire de réduire les impacts de projectiles venus de l'est.
La tour est nommée d'après un ancien bailliage du château et de son vassal : La Chaise.

#### Tour de Montdoucet
Construite à la fin du XIIe siècle cette tour permet par sa forme circulaire de réduire les impacts de projectiles venus du sud-est.
La tour est nommée d'après un ancien bailliage du château et de son vassal : Montdoucet.

#### Tour Saint-Georges
Construite à la fin du XIIe siècle cette tour permet par sa forme circulaire de réduire les impacts de projectiles. La légende locale en a fait une oubliette, cependant l'immense salle en forme de bouteille qu'elle recouvre en sous-sol était un silo à grain tandis que les étages ont servi de garde-manger.
La tour a parfois été utilisée comme geôle de prison mais au moment de la Révolution. C'est la seule tour a ne pas être nommée d'après un ancien bailliage du château.

#### Tour de Saint-Victor-de-Buthon
Construite à la fin du XIIe siècle cette tour permet par sa forme circulaire de réduire les impacts de projectiles venus du nord-ouest.
La tour est nommée d'après un ancien bailliage du château : Saint-Victor-de-Buthon.

#### Tour de Brunelles
Construite à la fin du XIIe siècle cette tour permet par sa forme circulaire de réduire les impacts de projectiles venus du nord-est.
La tour est nommée d'après un ancien bailliage du château : Brunelles

#### Tours d'entrée
Ces deux tours qui datent des années 1220-1230, rehaussées à la Renaissance flanquent une entrée voutée d'un arc gothique qui constituait l'entrée du château.
On remarque encore les deux emplacements de herse et la lourde porte en bois qui constituent l'ancien système de défense mais le pont-levis a disparu ainsi que les systèmes de défense supérieurs remplacés par le confortable logis Renaissance qui relie les tourelles.
À l’intérieur on remarque dans chacune des tours un parquet de marqueterie aux motifs particulièrement fins et élégants.

Château Saint-Jean
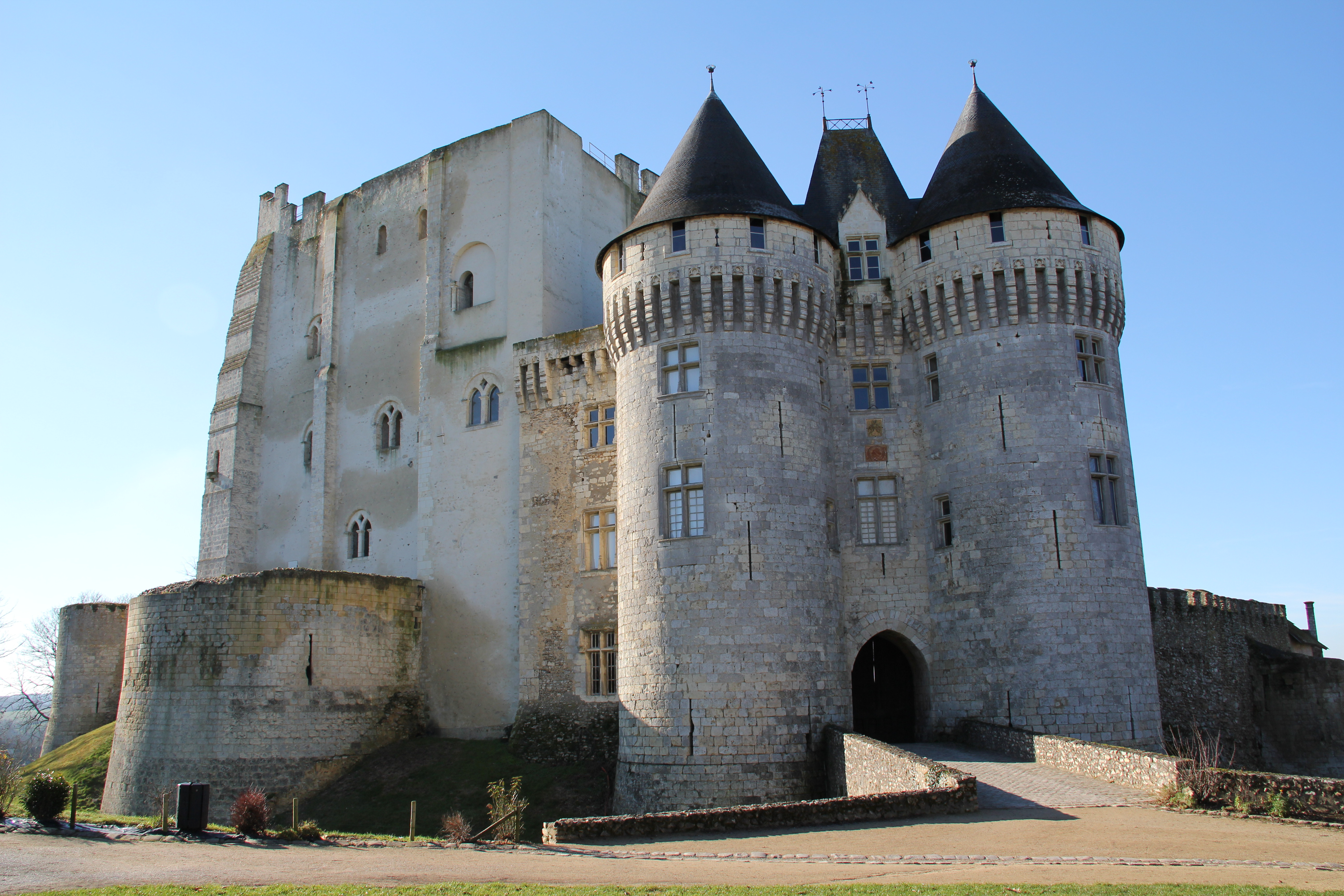
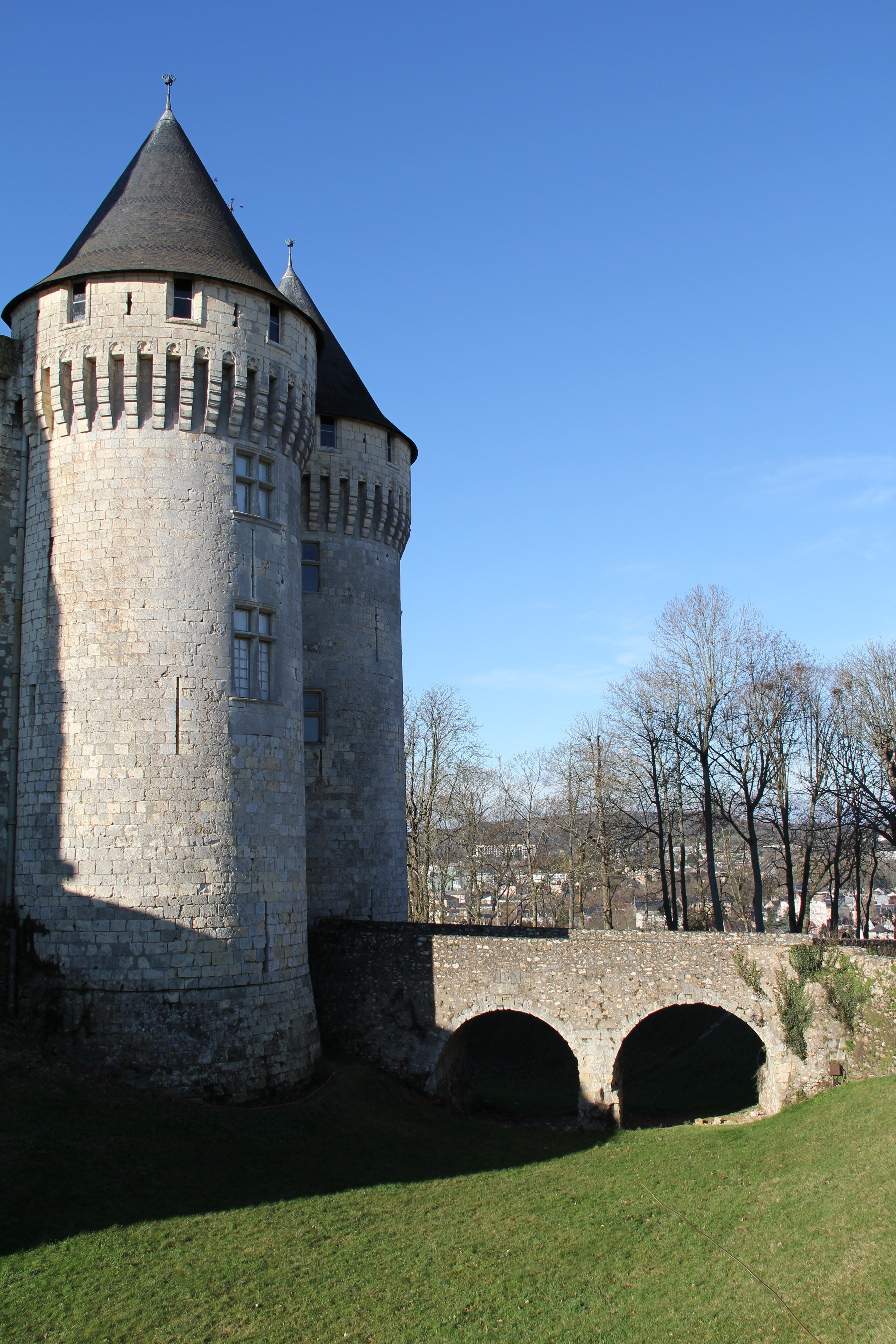
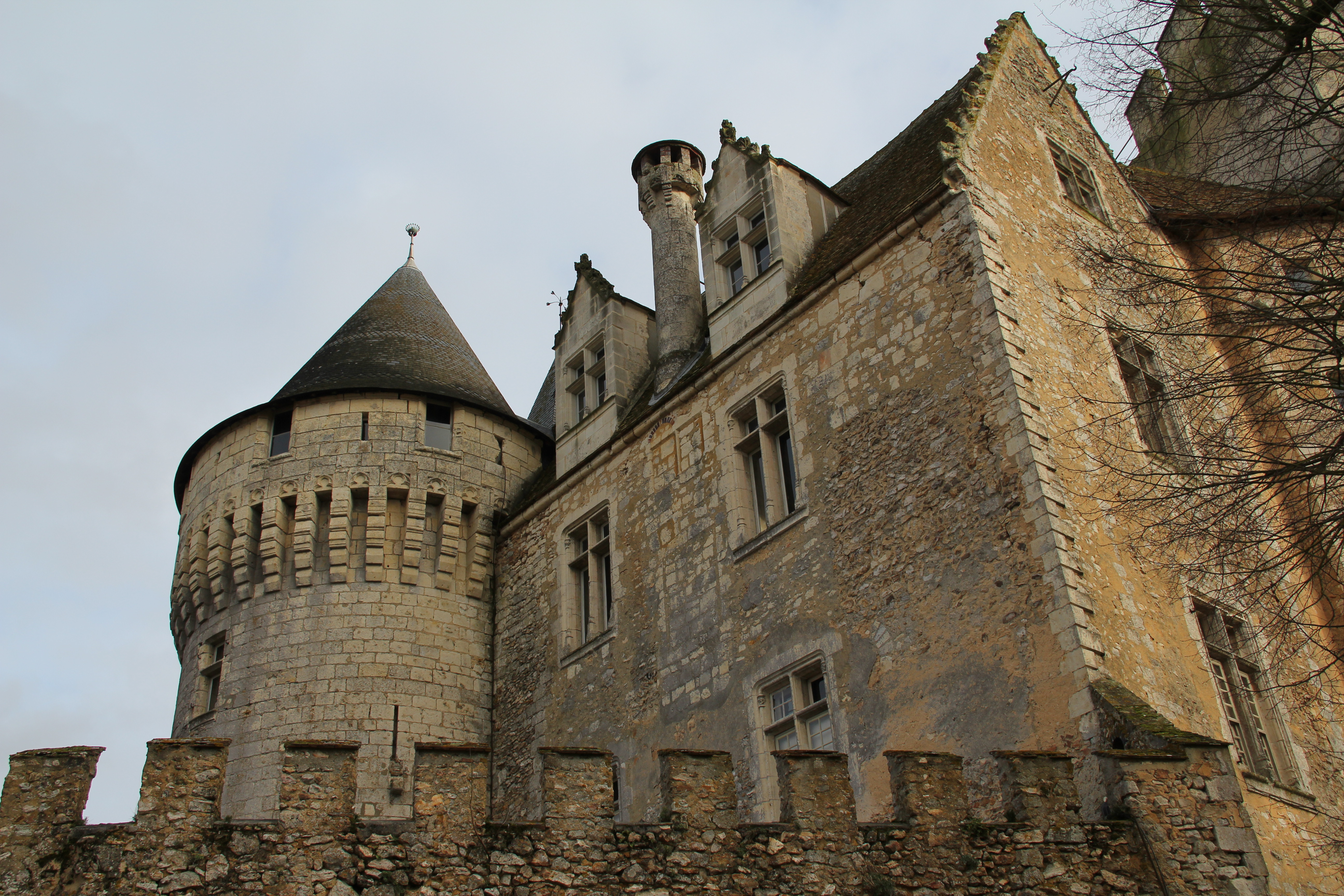
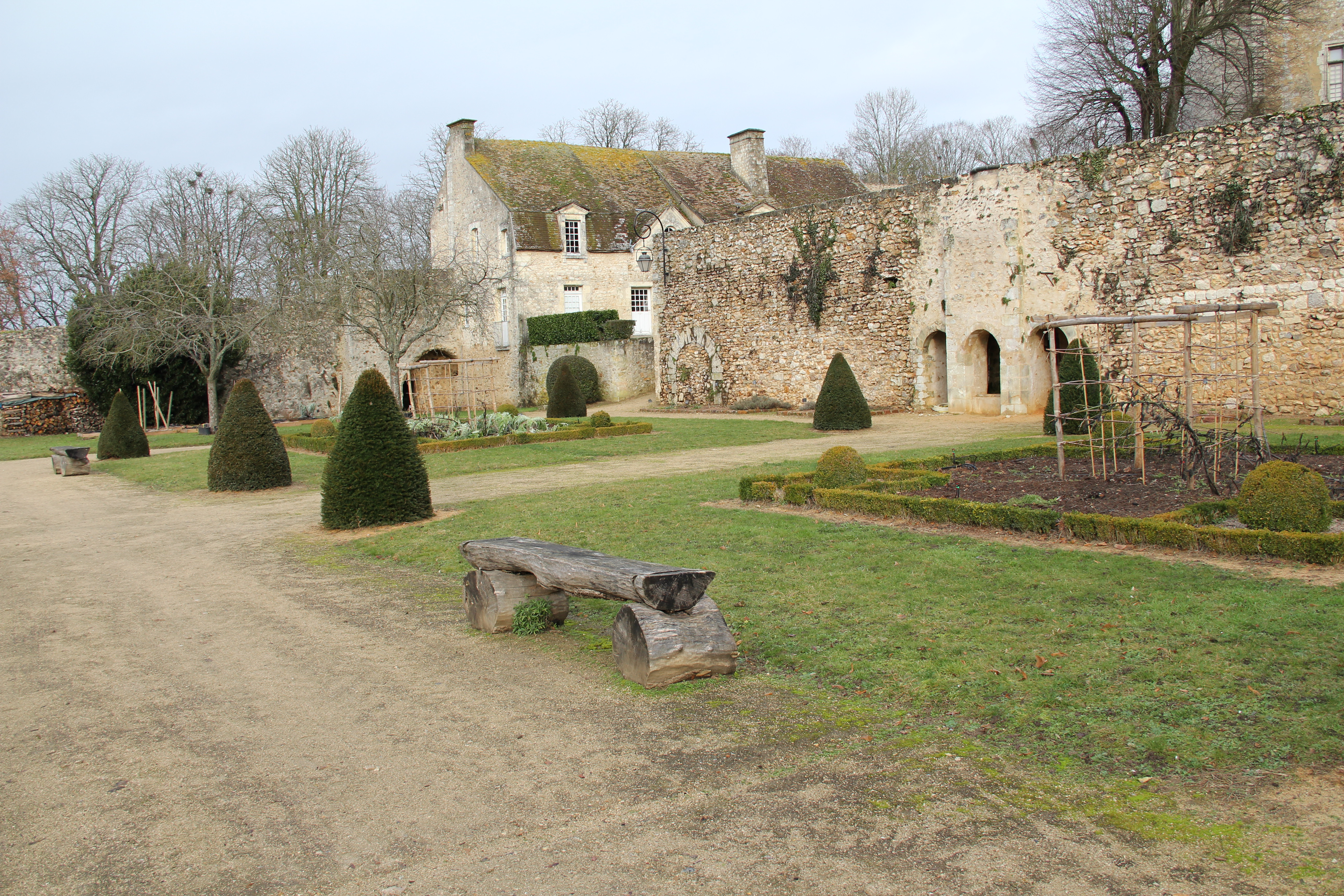
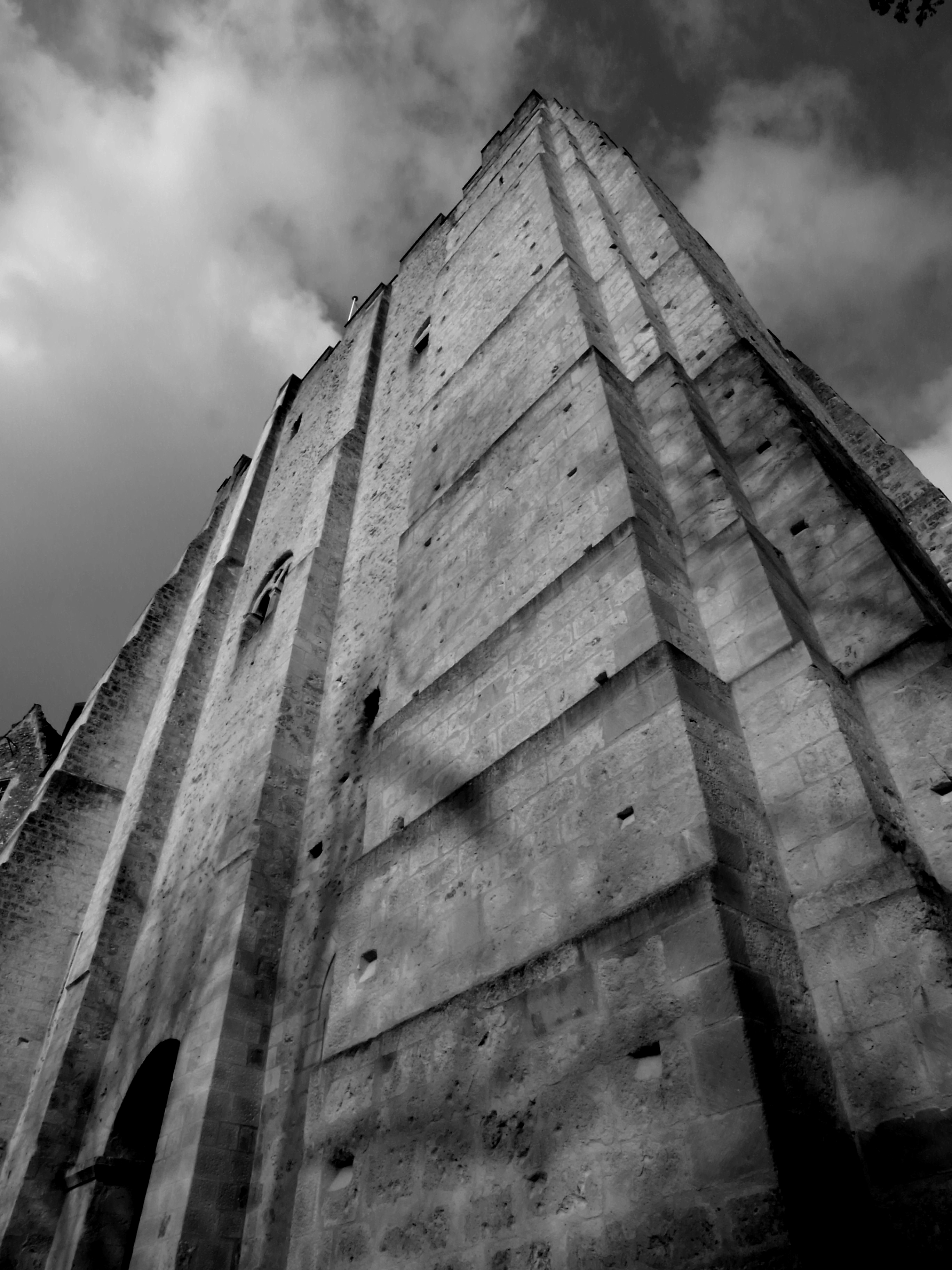
Donjon.
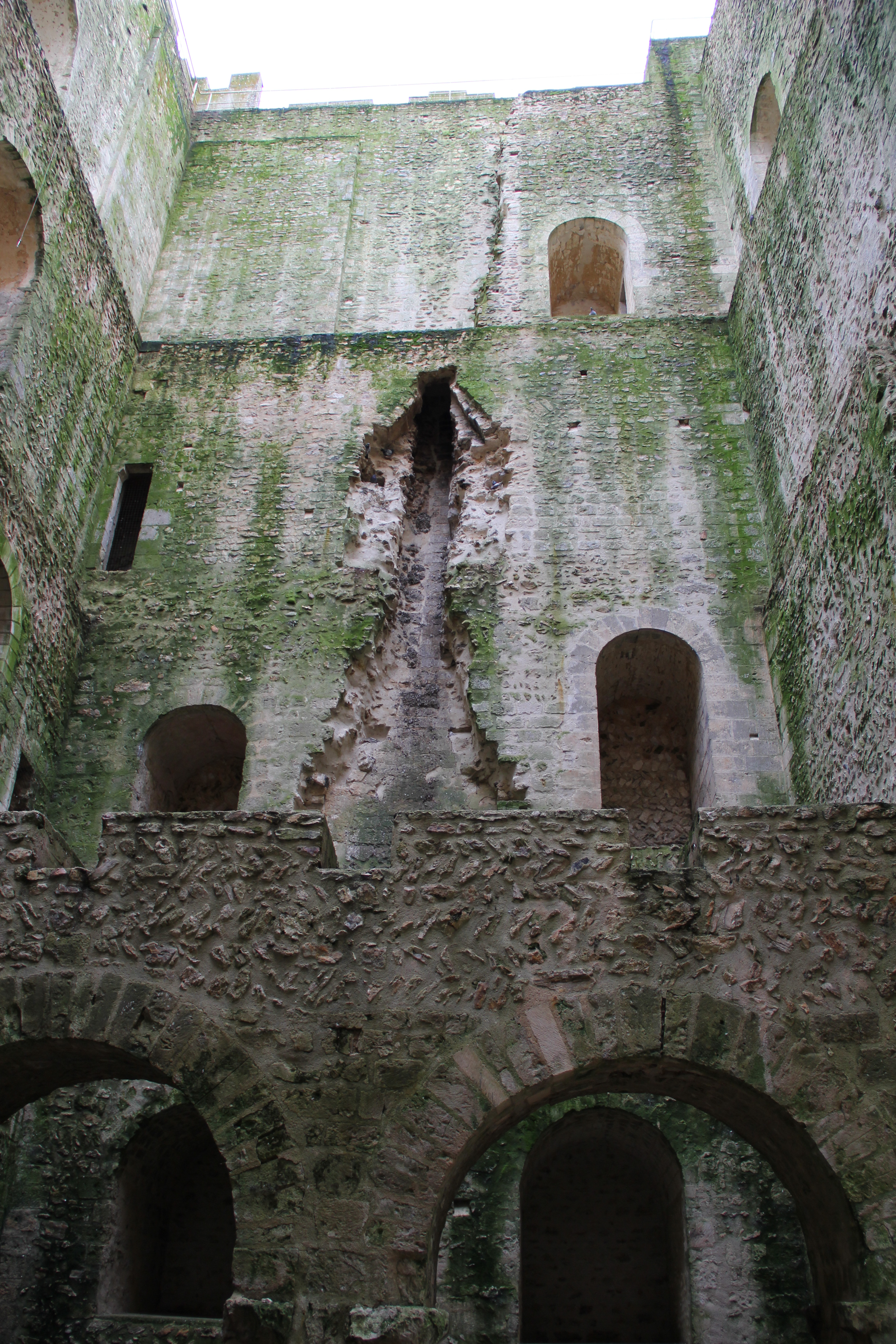
Donjon.
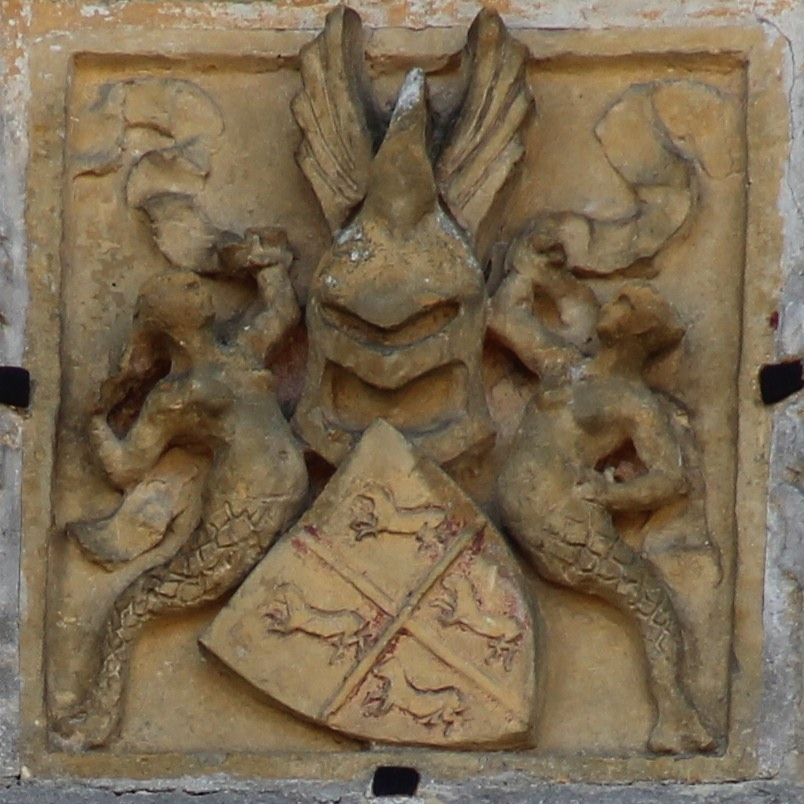
Écusson.
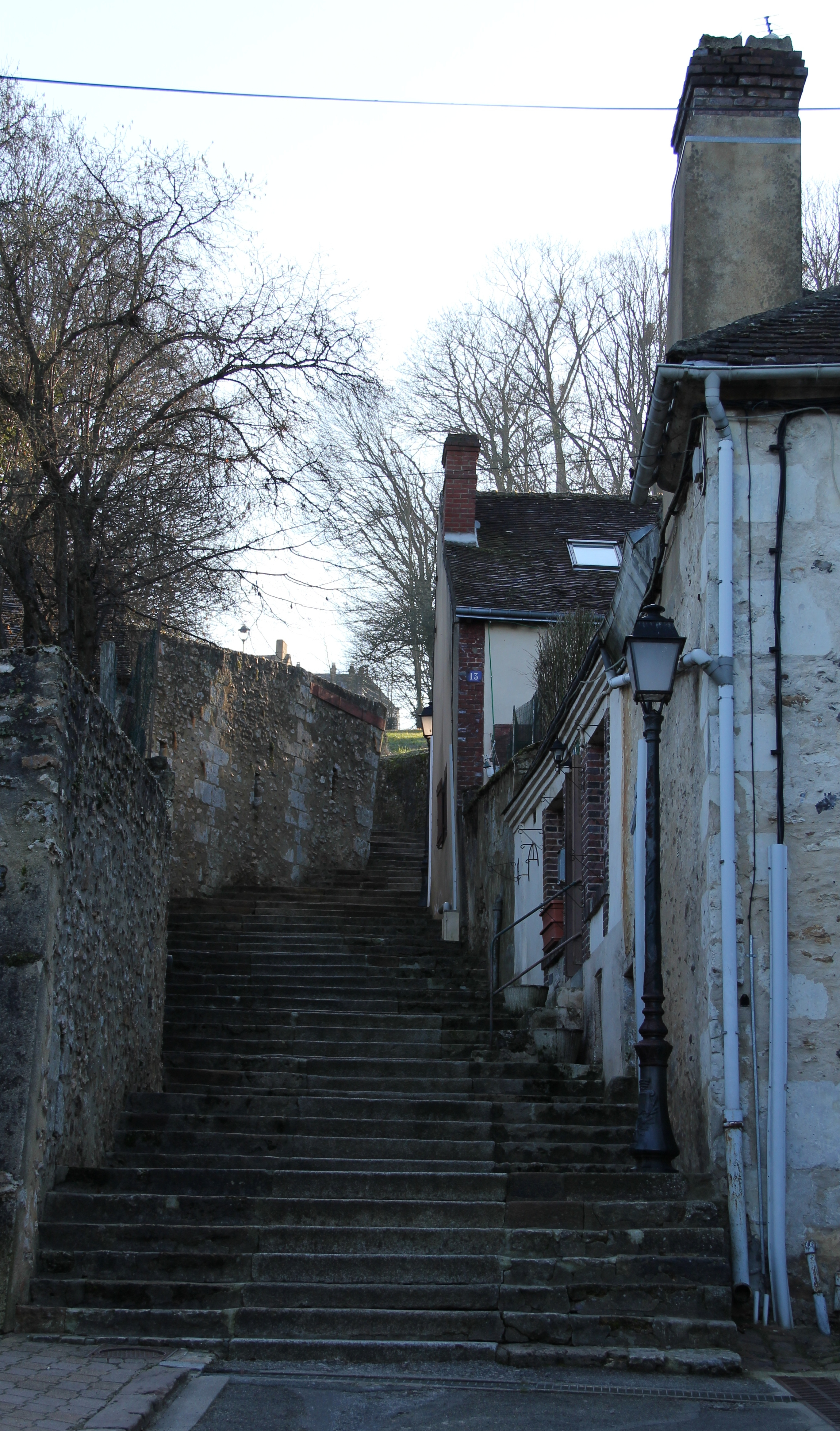
Marches Saint-Jean.

## Musée des comtes du Perche
Le château abrite depuis 1959 le musée municipal au deuxième étage du châtelet tandis que le premier étage accueille des expositions artistiques temporaires.
Une importante opération de restauration est lancée de 2000 à 2004, prolongée par une mise en valeur globale du site lancée en 2016 :
- le musée du château est modernisé proposant une muséographie interactive et numérique pour transmettre l'histoire locale et valoriser les collections par un parcours chronologique et thématique ;
- le parc du château et le jardin de l'hôtel de Mauduisson[8] sont rafraichis par des paysagistes et des panneaux signalétiques pédagogiques sont ajoutés ;
- un jardin d'interprétation médiéval sert de lieu de médiation pédagogique dans la basse-cour ;
- les 155 marches de Saint-Jean sont restaurées et équipées de mobilier urbain contemporain ;
- les hôtels Renaissance alentour sont valorisés ;
- des expositions et animations culturelles sont organisées au 1er étage.